# فهرس هنري درابر
فهرس هنري درابر (Henry Draper Catalog) (كتالوج هنري درابر للأطياف النجوم) هو فهرس فلكي للنجوم يحمل اسم الفلكي الهاوي والطبيب الأمريكي هنري درابر.

## تاريخ
نشر الفهرس بين عامي 1918 و1924،و يحتوي تصنيفات طيفية لي 225300 نجم؛ تم توسيعه فيما بعد وتسميتة ملحق هنري درابر (HDE)، الذي نشر بين عامي 1925 و1936، والذي أضاف تصنيفات لي 46850 نجم، وملحق هنري درابر للرسوم البيانية (HDEC)، نشر بين عامي 1937-1949 على شكل رسوم بيانية، والذي أضاف تصنيفات لي 86933 نجم. وبالمجمل تم تصنيف 359083 نجم في الفهرس  كتالوج هنري درابر الأصلي يغطي السماء بأكملها تقريبا وصولا إلى القدر 9 من التصوير الفوتوغرافي الذي كان يستخدم لقياس لمعان ألأجرام الفلكية قبل استخدام الفوتوميتر وكان كتالوج هنري درابر جزء من الجهود الرائدة في تصنيف أطياف النجوم، ويستخدم الكتالوج الأرقام عادة كوسيلة لتحديد النجوم.
| تصنيف نجمي | تصنيف درابر         | تعليق                 |
| ---------- | ------------------- | --------------------- |
| I          | A, B, C, D          | خطوط هيدروجين مهيمنة. |
| II         | E, F, G, H, I, K, L |                       |
| III        | M                   |                       |
| IV         | N                   | لم تظهر في الكتالوج.  |
| —          | O                   | نجم وولف-رايت         |
| —          | P                   | سديم كوكبي.           |
| —          | Q                   | أطياف أخرى.           |